# Le Dézert
Le Dézert é uma comuna francesa na região administrativa da Normandia, no departamento Mancha. Estende-se por uma área de 14,47 km². Em 2010 a comuna tinha 602 habitantes (densidade: 41,6 hab./km²).